# 트윈 터보 (말)
트윈 터보(Twin Turbo, 일본어: ツインターボ, 1988년 4월 13일 ~ 1998년 1월 15일)는 일본의 경주마, 종모마로, 대도주(大逃げ)로 유명세를 떨친 말이다.

## 생애

### 데뷔 전
홋카이도 시즈나이정의 후쿠오카 목장에서 태어났으며, 경주마 연령 3세가 된 1990년 봄에 미호 트레센에 들어갔다.

### 전적
1991년 3월 2일에 나카야마 경마장에서 데뷔했다. 중앙경마에서는 1995년 5월까지 활동했으며, 지방경마로 전환된 후 1996년 클러스터 컵에서 은퇴할 때까지 통산 전적 35전 6승을 기록했다. 은퇴 후 1997년 종모마로 전환된 후, 1998년 1월 15일에 심부전으로 사망했다.

## 경주 성적

### 중앙경마
| 날짜        | 경마장   | 경기명                 | 등급 | 트랙       | 배당 (인기 순위) | 순위 | 시간   | 기수              | 우승마 (2위마)  |
| ----------- | -------- | ---------------------- | ---- | ---------- | ---------------- | ---- | ------ | ----------------- | --------------- |
| 1991.03.02. | 나카야마 | 4세 신마 (현 3세 신마) | -    | 더트 1800m | 4.4 (3)          | 1    | 1:57.2 | 이시즈카 노부히로 | (고치 포트)     |
| 1991.11.17. | 후쿠시마 | 후쿠시마 기념          | G3   | 잔디 2000m | 3.5 (2)          | 2    | 2:01.4 | 오사키 쇼이치     | 야구라 스텔라   |
| 1991.12.22. | 나카야마 | 아리마 기념            | G1   | 잔디 2500m | 55.6 (11)        | 14   | 2:34.4 | 오사키 쇼이치     | 다이유사쿠      |
| 1992.11.08. | 후쿠시마 | 후쿠시마 민유컵        | OP   | 잔디 1800m | 2.9 (1)          | 10   | 1:52.0 | 시바타 요시토미   | 래빗 볼         |
| 1993.03.14. | 나카야마 | 나카야마 기념          | G2   | 잔디 1800m | 20.3 (8)         | 6    | 1:47.5 | 시바타 요시토미   | 무비 스타       |
| 1993.10.31. | 도쿄     | 추계 천황상            | G1   | 잔디 2000m | 7.5 (3)          | 17   | 2:01.7 | 나카다테 에이지   | 야마닌 제퍼     |
| 1994.12.25. | 나카야마 | 아리마 기념            | G1   | 잔디 2500m | 39.6 (10)        | 13   | 2:37.2 | 다나카 가쓰하루   | 나리타 브라이언 |

### 지방경마
| 날짜 | 경마장 | 경기명 | 등급 | 트랙 | 배당 (인기 순위) | 순위 | 시간 | 기수 | 우승마 (2위마) |
| ---- | ------ | ------ | ---- | ---- | ---------------- | ---- | ---- | ---- | -------------- |

## 창작물
- 트윈 터보는 말인간 미소녀로 모에화되어 《우마무스메 프리티 더비》에도 등장한다.